# Clitocybe barbularum

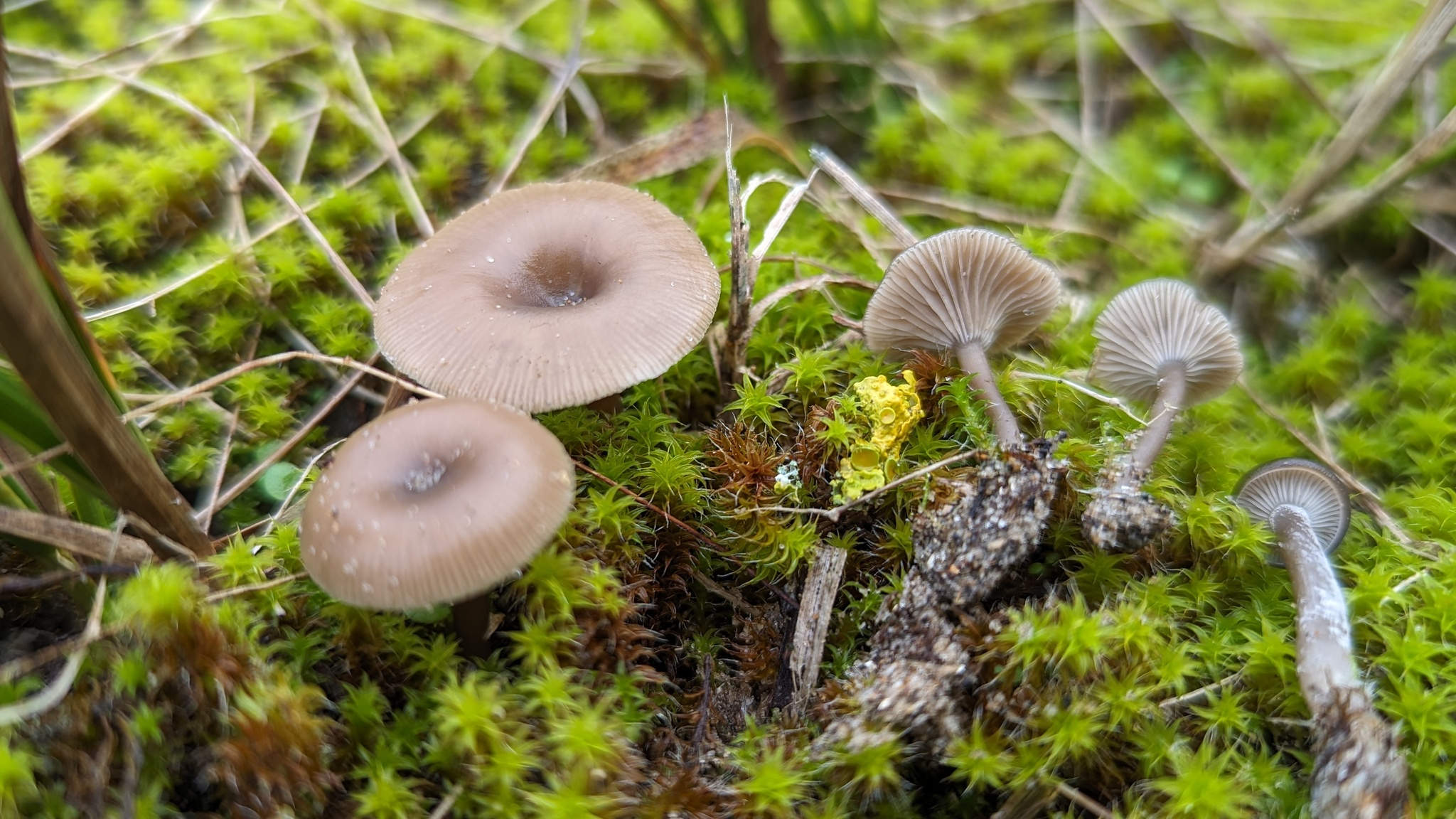

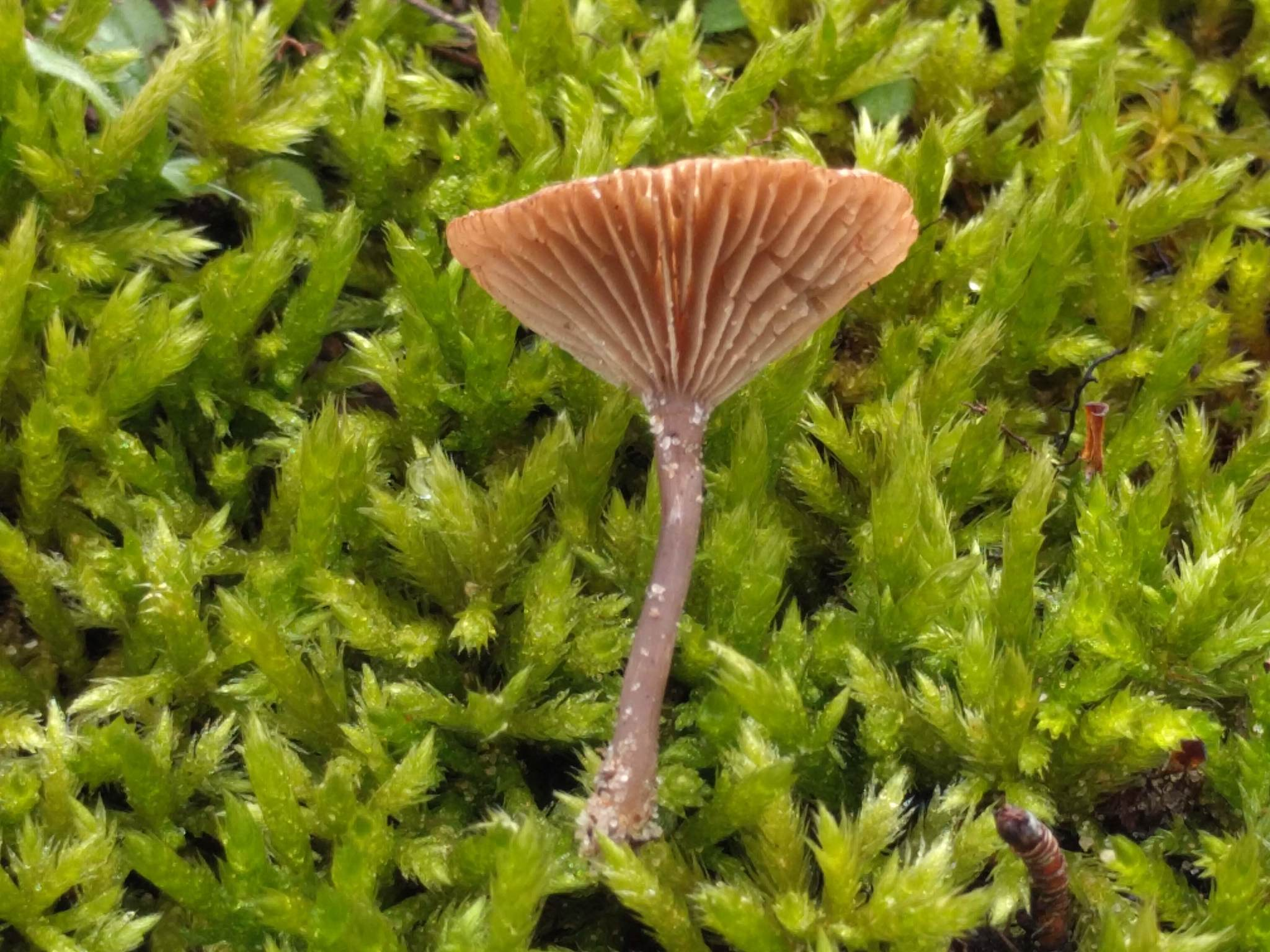

Clitocybe barbularum (Romagn.) P.D. Orton – gatunek grzybów z rzędu pieczarkowców (Agaricales).

## Systematyka i nazewnictwo
Pozycja w klasyfikacji według Index Fungorum: Clitocybe, Incertae sedis, Agaricales, Agaricomycetidae, Agaricomycetes, Agaricomycotina, Basidiomycota, Fungi.
Po raz pierwszy takson ten opisał w 1952r. Henri Charles Louis Romagnesi, nadając mu nazwę Omphalia barbularum. Obecną nazwę nadał mu Peter Darbishire Orton w 1960 r. Synonimy
- Omphalia barbularum Romagn. 1952
- Omphalina barbularum (Romagn.) Bon 1975[2].

## Morfologia
Kapelusz
O średnicy do 2,5, pępkowaty, higrofaniczny, brązowokremowoszary, ale barwa zależy od stopnia wilgotności (jest jaśniejsza przy suchej pogodzie, ciemniejsza przy wilgotnej pogodzie), w każdym razie ciemniejsza w środku.
Blaszki:
Lekko zbiegając na trzon, białawe lub bladobrązowo-szare.
Trzon
O wysokości do 3 cm, bez bulwy.
Miąższ
Cienki, białawy, o mącznym zapachu.
Gatunki podobne
Jest bardzo podobny do rodzaju Omphalina, który ma gatunki o brązowawych czapkach. W obrębie rodzaju Clitocybe najbardziej podobna jest lejkówka pępkowata (Clitocybe umbilicata).

## Występowanie i siedlisko
Występuje głównie w Europie, poza nią podano pojedyncze stanowiska w USA i Rosji. Brak go w opracowanym w 2003 r. przez Władysława Wojewodę wykazie wielkoowocnikowych grzybów podstawkowych Polski. Po raz pierwszy jego stanowisko w Polsce podał T. Ślusarczyk w 2009 r.
Naziemny grzyb saprotroficzny. Występuje w lasach, szczególnie na terenach piaszczystych (wydmy), omszałych i wilgotnych.